# 김어준의 블랙하우스
《김어준의 블랙하우스》는 SBS TV에서 방송된 시사교양 프로그램이며 2018년 1월 18일부터 2018년 8월 2일까지 방영되었다.

## 김어준의 블랙하우스 개요
- 해당 프로그램이 신설되면서 《자기야 백년손님》은 2018년 1월 13일부터 토요일로 이동했는데 김원희가 메인 MC로 활동한[1] TV조선 《살림 9단의 만물상》이 2017년 12월 7일부터 목요일 밤 11시로 이동하면서 생긴 결과로 풀이되는데 SBS는 해당 프로그램에 앞서 《로맨스 패키지》를 편성할 예정이었으나 메인 MC 전현무가 KBS 2TV 《해피투게더》에 출연 중이었던 탓에 좌절됐으며[2] 수요일 금요일 편성론도 제기됐지만 전현무가 tvN 《수요미식회》 MBC 《나 혼자 산다》에 출연 중이었던 터라 불발됐고 결국 2018년 5월 2일부터 수요일 밤 11시 10분에 정규 편성됐다.
- 아울러, 9회 방영분에서 정봉주 전 의원의 성추행 논란에 관해 정 전 의원 측 사진 자료의 진위와 당시 상황을 분석하며 대담하는 내용과 편집을 통해 특정 국회의원 모습을 희화화하고 출연자들과 진행자들이 웃으며 대담하는 내용을 내보내어 방송통신심의위원회로부터 '해당 방송프로그램의 관계자에 대한 징계' 조치를 받았다.[3]

### 프로그램의 역사
- 2017년 11월 4일 ~ 11월 5일 : 파일럿 편성 (2부작)
- 2018년 1월 18일 : 첫방송했고 매주 목요일 밤 11시 10분에 정규 편성되었다.
- 2018년 8월 2일 : 종영

## 방송 시간
| 방송 채널 | 방송 기간                         | 방송 시간               | 방송 시간                    | 비 고          |
| SBS TV    |                                   |                         |                              |                |
| --------- | --------------------------------- | ----------------------- | ---------------------------- | -------------- |
| SBS TV    | 2017년 11월 4일 ~ 2017년 11월 5일 | 토요일 밤 11:15 ~ 12:35 | 토요일 밤 11:15 ~ 12:35      | 파일럿 (2부작) |
| SBS TV    | 2017년 11월 4일 ~ 2017년 11월 5일 | 일요일 밤 11:05 ~ 12:15 |                              | 파일럿 (2부작) |
| SBS TV    | 2018년 1월 18일 ~ 2018년 8월 2일  | 1부                     | 매주 목요일 밤 11:10 ~ 11:50 | 분리 편성      |
| SBS TV    | 2018년 1월 18일 ~ 2018년 8월 2일  | 2부                     | 매주 목요일 밤 11:50 ~ 12:30 | 분리 편성      |

## 진행자
| 진행자      | 진행 기간                        | 비 고       |
| ----------- | -------------------------------- | ----------- |
| 김어준      | 2017년 11월 4일, 11월 5일        | 파일럿 방송 |
| 김어준      | 2018년 1월 18일 ~ 2018년 8월 2일 | 정규 방송   |
| 강유미      | 2017년 11월 4일, 11월 5일        | 파일럿 방송 |
| 강유미      | 2018년 1월 18일 ~ 2018년 8월 2일 | 정규 방송   |
| 타일러 라쉬 | 2017년 11월 4일, 11월 5일        | 파일럿 방송 |

## 시청률
| 회차       | 방송 일자       | 전국 시청률(닐슨) |
| ---------- | --------------- | ----------------- |
| 파일럿 1회 | 2017년 11월 4일 | 6.5%              |
| 파일럿 2회 | 2017년 11월 5일 | 7.8%              |
| 1회        | 2018년 1월 18일 | 4.0%              |
| 2회        | 2018년 1월 25일 | 3.8%              |
| 3회        | 2018년 2월 1일  | 3.2%              |
| 4회        | 2018년 2월 8일  | 3.7%              |
| 5회        | 2018년 2월 22일 | 3.4%              |
| 6회        | 2018년 3월 1일  | 4.8%              |
| 7회        | 2018년 3월 8일  | 5.3%              |
| 8회        | 2018년 3월 15일 | 4.7%              |
| 9회        | 2018년 3월 22일 | 3.3%              |
| 10회       | 2018년 3월 29일 | 3.5%              |
| 11회       | 2018년 4월 5일  | 3.4%              |
| 12회       | 2018년 4월 12일 | 3.5%              |
| 13회       | 2018년 4월 19일 | 3.4%              |
| 14회       | 2018년 4월 26일 | 3.2%              |
| 15회       | 2018년 5월 3일  | 4.7%              |
| 16회       | 2018년 5월 10일 | 3.3%              |
| 17회       | 2018년 5월 17일 | 3.1%              |
| 18회       | 2018년 5월 24일 | 2.9%              |
| 19회       | 2018년 5월 31일 | 2.9%              |
| 20회       | 2016년 6월 21일 | 3.6%              |
| 21회       | 2018년 7월 5일  | 3.7%              |
| 22회       | 2018년 7월 12일 | 2.8%              |
| 23회       | 2018년 7월 19일 | 2.2%              |
| 24회       | 2018년 7월 26일 | 3.8%              |
| 25회       | 2018년 8월 2일  | 3.1%              |

## 결방
- 2018년 2월 15일 - <평창 투나잇> 편성
- 2018년 6월 7일 - <지방선거 방송토론> '서울시장 후보' 편성[4]
- 2018년 6월 14일 - 러시아 월드컵 개막전 A조 <러시아 VS 사우디아라비아> 중계 편성[5]
- 2018년 6월 28일 - 10시 40분부터 러시아 월드컵 H조 최종 <일본 VS 폴란드> 중계 편성[6]

## 동시간대 타방송 프로그램
- 해피투게더 (KBS 2TV)
- 이불 밖은 위험해 (MBC TV)
- 썰전 (JTBC)
- 살림 9단의 만물상 (TV조선)
- 나만 믿고 따라와, 도시어부 (채널A)
- 인생술집 (tvN)